# Jöns Hvalbeck
Jöns Hvalbeck, född 5 november 1704 i Eksjö landsförsamling, Jönköpings län, död 5 juni 1776 i Tingstads församling, Östergötlands län, var en svensk präst.

## Biografi
Hvalbeck föddes 1704 i Eksjö landsförsamling och döptes 9 november samma år. Han var son till mjölnaren Måns Svensson och Johanna Månsdotter på Valbäcken. Hvalbeck blev höstterminen 1730 student vid Uppsala universitet och prästvigdes 15 december 1736. Han blev 1746 komminister i Östra Husby församling och 22 oktober 1764 kyrkoherde i Tingstads församling. Hvalbeck avled 1776 i Tingstads församling.

### Familj
Hvalbeck gifte sig 11 februari 1748 med Elisabeth Ranzoch (1726–1800). Hon var dotter till kyrkoherden Arvid Ranzoch och Anna Leufstadius i Östra Stenby församling. De fick tillsammans barnen kyrkoherden Arvid Johan Wallbeck i Drothems församling, Carl Jacob Wallbeck (1750–1756), Laurentius Wallbeck (1752–1752), Magnus Wallbeck (1754–1755), Anna Helena Wallbeck (född 1757) som var gift med garvaren Peter Erling i Norrköping och garvaren Claes Arvedsson i Norrköping och Margareta Elisabeth Wallbeck (född 1759) som var gift med handlanden Carl Schröder i Norrköping.